# Невидимый свет
«Невидимый свет» — фантастический рассказ известного русского советского писателя-фантаста Александра Беляева. Был впервые опубликован в 1938 году в журнале «Вокруг света».

## История
Рассказ впервые был опубликован в 1938 году в журнале «Вокруг света» (№ 1). Вышел в 1964 году в восьмом томе сборника произведений Александра Беляева.

## Сюжет
Произведение рассказывает о слепом, который по стечению обстоятельств знакомится с профессором Круссом. Между ними заключается договор, по которому Крусс содержит слепого за свой счет. Профессор вживляет слепому электроноскоп, который позволяет тому воспринимать излучение электронов. Затем ему возвращают зрение, но инженер через некоторое время обнаруживает, что оно ему не нужно — таких как он полно на улице. Но Крусс изобрёл аппараты, заменяющие людей-электроноскопов. Окончательно потеряв надежду, инженер уходит в революционеры.

## Персонажи
- Доббель — слепой, который получает способность видеть излучение электронов.
- Доктор Крусс — профессор, который даёт Доббелю его сверхспособность.
- Вироваль — шарлатан, который забирает у Доббеля последние деньги.